# Оркестар (ТВ филм)
„Оркестар” је југословенски ТВ филм из 1969. године. Режирао га је Ванча Кљаковић а сценарио је написао Жан Ануј.

## Улоге
| Глумац         | Улога |
| -------------- | ----- |
| Деса Беговић   |       |
| Ета Бортолаци  |       |
| Хелена Буљан   |       |
| Зденка Хершак  |       |
| Вера Мишита    |       |
| Саша Виолић    |       |
| Мирко Војковић |       |